# Філандія
Філандія (ісп. Filandia) — місто та муніципалітет у північній частині Кіндіо (департамент), Колумбія.

## Опис
Станом на 2005 населення складає трохи більше 12 тис. осіб
Місто отримує свій головний дохід від вирощування кави та туризму.
Знаходиться у 23 км на захід від Саленто.

## Історія
Засноване у 1878 шукачами притулку, які тікали від політичної міжусобиці, яка тривала в Антіокії. Неофіційна назва — «Освітлений пагорб Анд» (ісп. La Colina iluminada de los Andes).
У минулому Філандія носила титул найгарнішого міста департаменту Кіндіо.